# كامينوكاوا
كامينوكاوا (باليابانية: 上三川町) هي بلدية في اليابان، وبلدة في اليابان، تقع في توتشيغي، بلغ عدد سكانها 30,969 نسمة وذلك حسب إحصائيات سنة 2018، تبلغ مساحتها 54.37 كيلومتر مربع.

## أعلام
- يوكي إيبيهارا
- أكيرا يوشيزاوا